# Паяння

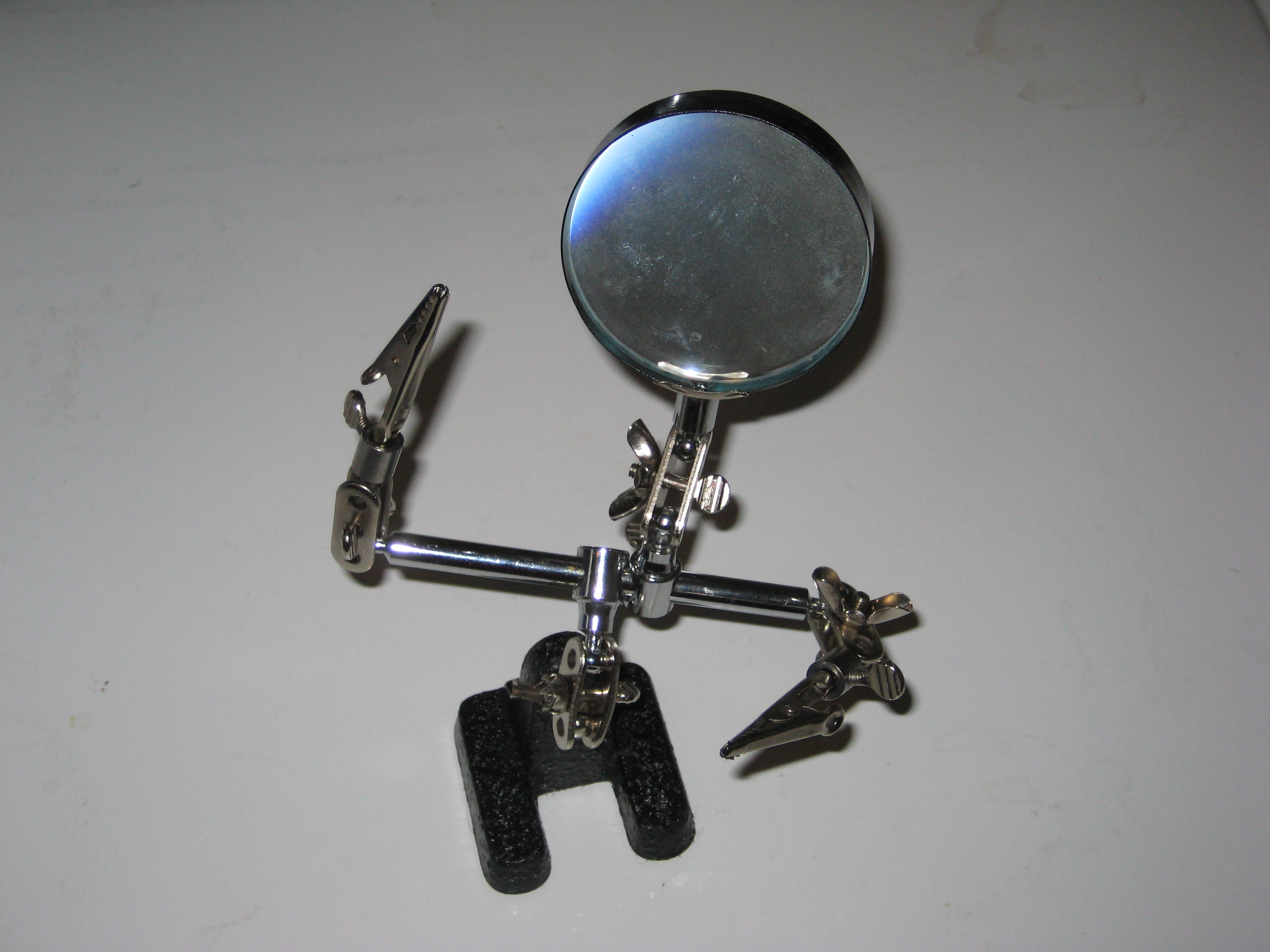
Типовий варіант «третьої руки», що використовується для паяння

Пая́ння, рідше лютува́ння (пол. lutowanie від нім. Löten) — процес формування з'єднання з міжатомними зв'язками шляхом нагрівання матеріалів, що паяються, нижче за температуру їхнього плавлення, подальшого змочування їх розплавленим припоєм, затікання припою у проміжок між деталями з подальшою його кристалізацією.

## Переваги паяння
- Дозволяє з'єднувати метали в будь-якому сполученні;
- З'єднання можливо за будь-якої початкової температури металу, що його лютують;
- Можливе з'єднання металів із неметалами;
- Паяні з'єднання легко роз'ємні;
- Точніше витримується форма й розміри виробу, бо основний метал не плавиться;
- Дозволяє одержувати з'єднання без значних внутрішніх напружень і без короблення виробу;
- Підвищена продуктивність процесу дозволяє паяти за один прийом велику кількість виробів;
- Культура виробництва; можлива повна механізація та автоматизація.

## Терміни й означення
Припой – метал або сплав, що вводиться в зазор між деталями, або утворюється між ними в процесі паяння, і має нижчу температуру початку автономного плавлення ніж паяні матеріали.
Паяне з'єднання – елемент паяної конструкції, що складається з:
- паяного шва й дифузійних зон при загальному нагріванні;
- паяного шва зі ЗТВ при локальному нагріванні.
- Галтель паяного шва – ділянка паяного шва, що утворилася в результаті дії капілярних сил біля краю зазору на зовнішніх поверхнях деталей, що з'єднуються.
- Дифузійна зона – ділянка паяного з'єднання, що характеризується зміненим хімічним складом основного матеріалу, що утворився в результаті дифузії компонентів припою.

## Обладнання та матеріали

### Припої
Для різних застосувань як припой переважно використовуються сплави металів (олова, свинцю, цинку, міді, срібла, кадмію, бісмуту та інших). При складанні електроніки довгі роки кращим припоєм був евтектичний сплав з 63 % олова і 37 % свинцю (або 60/40, який практично ідентичний за температурою плавлення). Інші сплави використовуються для сантехніки, механічного збирання та інших застосувань. Деякими прикладами м'якого припою є олов'яно-свинцевий загального призначення, олов'яно-цинковий для з'єднання алюмінію, свинцево-срібний для міцності при температурі вище кімнатної, кадмієво-срібний для міцності при високих температурах, цинково-алюмінієвий для з'єднання алюмінію і корозійної стійкості, і олов'яно-срібний і олов'яно-бісмутовий для електроніки.
Евтектична формула має переваги при застосуванні: температури ліквідусу і солідусу однакові, тому відсутня пластична фаза, і температура плавлення припою найнижча. Наявність максимально низької температури плавлення зводить до мінімуму теплове навантаження на електронні компоненти під час паяння. А відсутність пластичної фази забезпечує швидше змочування при нагріванні припою і швидшу кристалізацію при охолодженні припою. Будь-який рух під час пластичної фази може привести до появи тріщин, що призведе до втрати з'єднання.
Звичайні склади припою на основі олова і свинцю:
- 63/37: плавиться при 183° C
- 60/40: плавиться між 183—190° C
- 50/50: плавиться між 183—215° C

З екологічних причин (і введенню нормативних актів, таких як Європейська директива RoHS (про обмеження використання небезпечних речовин)), припої без свинцю використовуються все ширше.

## Види паяння

### Види капілярного паяння
1. Паяння готовим припоєм, при якій використовується готовий припой і формування шва відбувається при його охолодженні.
2. Контактно-реактивне капілярне паяння, при якому припой утвориться в результаті контактно-реактивного плавлення матеріалів, що з'єднуються і прокладок.
3. Реактивно-флюсове капілярне паяння, при якому припой утворюється в результаті виділення металу із флюсу.
4. Дифузійне капілярне паяння, при якому затвердіння паяного шва відбувається вище температури солідуса припою без охолодження.
5. Металокерамічне капілярне паяння, при якому наповнювач металокерамічного припою утворить розгалужений капіляр, що втримує при паянні рідку частину припою поза капілярним зазором.

### Види некапілярного паяння
1. Паяння-зварювання здійснюється без розплавлювання деталей.
2. Паяння-зварювання застосовується при паянні металів з різною температурою плавлення, при цьому метал з найменшою температурою плавлення виконує функцію припою.

## Способи паяння
За фізичними, хімічними, електрохімічними ознаками, що визначають процес видалення оксидів з поверхні металу, що паяється
1. флюсове;
2. ультразвукове;
3. в активному газовому середовищі;
4. у нейтральному газовому середовищі;
5. у вакуумі.

За видом нагрівання
1. До 450 °С для низькотемпературного паяння;
2. при підвищенні температури будь-які джерела нагрівання.

За відсутністю або наявністю тиску на деталях, що паяються
1. без тиску;
2. під тиском.

За часом нагрівання
1. одночасно;
2. неодночасно.

Паяне з'єднання характеризується утворенням паяного шва (спай) між припоєм і паяним матеріалом.
Спай – перехідний дифузійний шар, що утворився в результаті змочування при температурі паяння й наступної взаємодії на границі «основний метал – припой».

## Класифікація спаїв
1. Бездифузійний – коли атоми не переходять через границю контакту.
2. Дифузійний – коли на границі «метал – припай» формується перехідна зона зі взаємним градієнтом.
3. Зварений – виникає внаслідок локального розплавлювання основного металу (не належить до паяння)
4. Диспергований – виникає між металами, які не утворюють між собою хімічного з'єднання, не розчинними один в іншому, внаслідок сильного зниження поверхневого натягу під дією припою й диспергованих твердих часток.

## Вимоги до припоїв та паяльних сумішей
1. Температура плавлення припою повинна бути нижче температури плавлення металу, що паяється;
2. Припой повинен мати гарну текучість, змочувати поверхні металів, розтікатися, проникати у вузькі щілини;
3. Припой повинен утворювати зі з'єднаннями матеріалами сплав, забезпечувати міцний зв'язок;
4. Корозійна стійкість паяних швів у матеріалі повинна бути однаковою, щоб уникнути електрокорозії;
5. Температурний коефіцієнт лінійного розширення (ТКЛР) припою й основного металу повинні бути однакові, щоб уникнути залишкових напруг і тріщин;
6. Припой не повинен значною мірою знижувати міцність і пластичність матеріалів, що з'єднуються;
7. Електропровідність, теплопровідність і інші фізико-хімічні властивості припою та основного металу не повинні сильно відрізнятися.